# Епархия Гарсона

Герб епархии Гарсона

Епархия Гарсона (лат. Dioecesis Garzonensis) — епархия Римско-Католической церкви с центром в городе Гарсон, Колумбия. Епархия Гарсона входит в митрополию Ибаге. Кафедральным собором епархии Гарсона является церковь Непорочного Зачатия Пресвятой Девы Марии.

## История
20 мая 1900 года Святой Престол учредил епархию Гарсона, выделив её из упразднённоё епархии Толимы. В этот же день епархия Гарсона вошла в митрополию Попаяна.
25 февраля 1964 года епархия Гарсона была переименована в епархию Гарсона-Нейвы.
24 июля 1972 епархия Гарсона-Нейвы передала часть своей территории для возведения новой епархии Нейвы и в этот же день была переименована в епархию Гарсона.
14 декабря 1974 года епархия Гарсона вошла в митрополию Ибаге.

## Ординарии епархии
- епископ Esteban Rojas Tovar (20.05.1900 — 21.07.1922);
- епископ José Ignacio López Umaña (10.04.1924 — 15.03.1942);
- епископ Gerardo Martínez Madrigal (24.06.1942 — 29.02.1964);
- епископ Хосе де Хесус Пимьенто Родригес (29.02.1964 — 22.05.1975) — назначен архиепископом Манисалеса;
- епископ Octavio Betancourt Arango (10.11.1975 — 26.04.1977);
- епископ Ramón Mantilla Duarte C.SS.R.[1] (26.04.1977 — 25.10.1985) — назначен епископом Ипьялеса;
- епископ Libardo Ramírez Gómez (18.10.1986 — 15.03.2003);
- епископ Rigoberto Corredor Bermúdez (19.12.2003 — 15.07.2011) — назначен епископом Перейры;
- епископ Fabio Duque Jaramillo O.F.M. (11.06.2011 — по настоящее время).

## Источник
- Annuario Pontificio, Libreria Editrice Vaticana, Città del Vaticano, 2003, ISBN 88-209-7422-3